# Volta Limburg Classic 2022
De 47e editie van de Nederlandse wielerwedstrijd Volta Limburg Classic werd gehouden op zaterdag 2 april 2022. De start en finish vonden plaats in Eijsden.

## Mannen
Bij de mannen was de wedstrijd onderdeel van de UCI Europe Tour 2022, in de categorie 1.1. De laatste editie in 2019 werd gewonnen door de Zwitser Patrick Müller. Hij werd opgevolgd door het Belgische sprinttalent Arnaud De Lie. Hij won de sprint van een kopgroep van zes renners, met o.a. Tom Dumoulin, die door materiaalpech in de laatste kilometer zesde werd.

### Deelnemende ploegen
| World Tour                         | Pro Continentaal          | Continentaal                |
| ---------------------------------- | ------------------------- | --------------------------- |
| Jumbo-Visma                        | Alpecin-Fenix             | BEAT Cycling                |
| Team DSM                           | Bingoal Pauwels Sauces WB | Metec-Solarwatt p/b Mantel  |
| Lotto Soudal                       | Sport Vlaanderen-Baloise  | Team Lotto-Kern Haus        |
| Intermarché-Wanty-Gobert Matériaux | Bardiani-CSF-Faizanè      | Geofco-Ville d'Alger        |
|                                    | B&B Hotels - KTM          | Riwal-Readynez Cycling Team |
|                                    |                           | VolkerWessels Cycling Team  |
|                                    |                           | À Bloc CT                   |
|                                    |                           | Tarteletto-Isorex           |

### Uitslag
| Volta Limburg Classic 2022 |                  |                                    |          |
| Plaats                     | Naam             | Ploeg                              | Tijd     |
| Winnaar                    | Arnaud De Lie    | Lotto Soudal                       | 5u04'26" |
| 2                          | Stefano Oldani   | Alpecin-Fenix                      | z.t.     |
| 3                          | Loïc Vliegen     | Intermarché-Wanty-Gobert Matériaux | z.t.     |
| 4                          | Jacob Eriksson   | Riwal-Readynez Cycling Team        | z.t.     |
| 5                          | Kamiel Bonneu    | Sport Vlaanderen-Baloise           | z.t.     |
| 6                          | Tom Dumoulin     | Jumbo-Visma                        | + 12"    |
| 7                          | Dries De Bondt   | Alpecin-Fenix                      | + 59"    |
| 8                          | Elmar Reinders   | Riwal-Readynez Cycling Team        | z.t.     |
| 9                          | Bart Lemmen      | VolkerWessels Cycling Team         | z.t.     |
| 10                         | Philippe Gilbert | Lotto Soudal                       | + 1'00"  |

## Vrouwen
Net als in 2019 werd er wederom een editie voor vrouwen georganiseerd, de vierde keer sinds de wedstrijd Volta Limburg Classic heet en de tiende keer in totaal. Het was een nationale wedstrijd zonder UCI-status. Het parcours bij de vrouwen bestond uit zes rondes van 19 kilometer met beklimmingen van het Savelsbos en Moerslag en ten slotte een lokale ronde in Eijsden.
Op de startlijst stonden zes UCI-teams, aangevuld met clubteams en individuele rensters. De zes UCI-teams waren: Parkhotel Valkenburg, Grant Thornton Krush Tunap, AG Insurance NXTG, Le Col-Wahoo, Multum Accountants-LSK en Andy Schleck-CP NVST-Immo Losch. Daarnaast stonden o.a. Thalita de Jong (Jegg-DJR Academy), Puck Moonen (Jan van Arckel), Anouska Koster, Teuntje Beekhuis, Amber Kraak (alle drie van Jumbo-Visma) en de Limburgse Pauliena Rooijakkers (Canyon-SRAM) aan de start. Titelverdedigster Demi Vollering stond niet aan de start. Zij werd opgevolgd door de voormalig roeister Amber Kraak, die in de laatste ronde weg sprong uit een kopgroep van acht rensters, waarin alle drie de rensters van Jumbo-Visma zaten.
Eva van Agt maakte in de kopgroep zoveel indruk op Le Col-Wahoo, dat ze per 1 mei bij die ploeg haar eerste profcontract kreeg. In de zomer mocht ze meteen meedoen aan de Tour de France Femmes.

### Uitslag
| Volta Limburg Classic 2022 |                      |                  |          |
| Plaats                     | Naam                 | Ploeg            | Tijd     |
| Winnaar                    | Amber Kraak          | Jumbo-Visma      | 3u25'41" |
| 2                          | Anouska Koster       | Jumbo-Visma      | + 1'35"  |
| 3                          | Thalita de Jong      | Jegg-DJR Academy | + 1'36"  |
| 4                          | April Tacey          | Le Col-Wahoo     | + 1'37"  |
| 5                          | Pauliena Rooijakkers | Canyon-SRAM      | + 1'38"  |
| 6                          | Loes Adegeest        | IBCT             | + 1'39"  |
| 7                          | Flora Perkins        | Le Col-Wahoo     | + 1'59"  |
| 8                          | Teuntje Beekhuis     | Jumbo-Visma      | z.t.     |
| 9                          | Eva van Agt          | Restore          | + 2'15"  |
| 10                         | Marieke de Groot     | Isorex No-Aqua   | + 3'54"  |

1973 · 1974 · 1975 · 1976 · 1977 · 1978 · 1979 · 1980 · 1981 · 1982 · 1983 · 1984 · 1985 · 1986 · 1987 · 1988 · 1989 · 1990 · 1991 · 1992 · 1993 · 1994 · 1995 · 1996 · 1997 · 1998 · 1999 · 2000 · 2001 · 2002 · 2003 · 2004 · 2005 · 2006 · 2007 · 2008 · 2009 · 2010 · 2011 · 2012 · 2013 · 2014 · 2015 · 2016 · 2017 · 2018 · 2019 · 2020 · 2021 · 2022 · 2023 · 2024 · 2025